# Los hombres del alba
Los hombres del alba es un poema de Efraín Huerta que se destaca por su profunda inmersión en el contexto social y político de un México en transformación tras la Revolución. La obra de Efraín Huerta, enmarcada en el movimiento de Los Contemporáneos, refleja una búsqueda de renovación literaria y una aguda sensibilidad ante los cambios urbanos.
Huerta, vinculado al vanguardismo, ofrece una poesía que con frecuencia resulta desafiante y compleja para el lector acostumbrado a formas más tradicionales. Sin embargo, detrás de su aparente aspereza se esconde una exquisita sensibilidad y una profunda reflexión sobre la condición humana. Como señala Rafael Solana en su prólogo a la obra, la poesía de Huerta puede resultar "desagradable" al primer contacto, pero revela una riqueza y complejidad que recompensan una lectura atenta.
La influencia de la Ciudad de México es omnipresente en la obra de Huerta, quien la retrata con una mirada a la vez crítica y afectuosa. Sus versos exploran temas como la soledad, la violencia, el amor y la muerte, siempre desde una perspectiva original y personal.
Un ejemplo de esta dualidad entre la dureza y la delicadeza se encuentra en el verso: 
"Los hombres nunca saben 
cuánta dulzura y cuánto 
quebradizo silencio 
hay detrás de una palabra". 
Aquí, Huerta revela una sensibilidad poética que contrasta con la aparente crudeza de su lenguaje.
Según Solana, la poesía de Efraín Huerta es "de una calidad más exquisita entre todos los mexicanos". Su obra ha dejado una huella imborrable en la literatura mexicana, destacando por su originalidad, su profundidad y su capacidad para conmover al lector."